# Buried (série de televisão)
Buried é uma série de televisão de drama criminal britânica, produzido pela World Productions para o Channel 4 e originalmente transmitida entre 14 de janeiro e 4 de março de 2003. A série de oito episódios é estrelada por Lennie James, Stephen Walters, Connor McIntyre, Jane Hazlegrove e Neil Bell.
Bem recebida pela crítica, o programa ganhou a categoria de Melhor Série Dramática no British Academy Television Awards em 2004.

## Elenco

### Presos
- Lennie James como Lee Kingley
- Dean Andrews como Barry Sheil
- Francis Magee como Felix 'Ronaldo' Carver
- Johann Myers como Martin Wellcome
- Steve Evets como Peter 'Pele' Pelly
- Dave Fishley como Troy Kingley
- Sean Cernow como Kirk Mitchell
- Andrew Lee Potts como Henry Curtis
- Daniel Lestuzzi como Croppa 'Kid' Sims
- Joseph Kpobie como Hector French
- Bill Rodgers como John Gossie
- Anthony Flanagan como Ralph Collitt
- Mark Womack como Ronnie Keach
- Ricci Harnett como Alan Veeder
- Robbie Gee como Brewster Woolnough
- James Wells como Kappa
- Shahid Ahmed como Kamid
- Saqib Mumtaz como Omar
- Merrick Hayward como Patty
- Michael Imerson como Breezy
- Danny Nussbaum como Tammy
- Gary Cargill como Blake
- Liam Barr como Lucas
- Paul Brennen como Dolly
- James Foster como Ryan
- Steve Ramsden como Carter
- Adrian Hood como Birdman
- Sean McKee como Rollieman

### Funcionários da prisão
- Stephen Walters como Dr. Nick Vaughan
- Connor McIntyre como Oficial Martin Steddon
- Jane Hazlegrove como Oficial Deidre 'DD' Burridge
- Neil Bell como Oficial Slacker Courtenay
- Smug Roberts como Oficial David Stour
- Neil Fitzmaurice como Governador Chris Russo